# Sylvie Lecocq
Pour les articles homonymes, voir Lecocq.
Sylvie Lecocq est une judokate française.

## Carrière
Sylvie Lecocq est médaillée de bronze dans la catégorie des moins de 48 kg aux Championnats d'Europe féminins de judo 1975 à Munich après avoir été sacrée championne de France de la catégorie la même année.